# Gargela chrysias
Gargela chrysias là một loài bướm đêm trong họ Crambidae.